# Michel Jager
Michel Jean Emile Marie Jager (Helmond, 18 augustus 1944 – Amsterdam, 15 september 2023) was een Nederlands politicus van D66. 

## Loopbaan
Jager studeerde rechten aan de Gemeentelijke Universiteit in Amsterdam en begon daarna een loopbaan als ambtenaar. Hij begon als beleidsmedewerker milieu bij de provincie Noord-Holland en werkte daarna enige tijd als griffier van het college van bestuur bij de Gemeentelijke Universiteit Amsterdam. Van 1970 tot 1982 was hij gemeenteraadslid in Heemstede. Van 1978 tot 1982 was hij tevens wethouder. Naast het wethouderschap was hij beleidsmedewerker en hoofd afdeling externe coördinatie en externe veiligheid bij het ministerie van Volksgezondheid en Milieuhygiëne. 
In 1982 werd Jager benoemd tot burgemeester van Culemborg. Dat bleef hij tot 1989 toen zijn benoeming volgde tot burgemeester van Wageningen. Tussen 1988 en 1990 was hij tevens partijvoorzitter van D66. Van 1996 tot 2008 was hij commissaris van de Koningin in Flevoland. Hij was van 1980 tot 1987 voorzitter van de VPRO, en was een van de medeoprichters van de Vereniging voor Milieurecht.

## Privéleven
Jager was getrouwd en had twee kinderen. Op 15 september 2023 overleed Jager op 79-jarige leeftijd.
- Parlement.com: vg09llza0jzu